# Dumas, Texas
Dumas [ˈdjuːməs] är administrativ huvudort i Moore County i Texas. Orten har fått sitt namn efter affärsmannen Louis Dumas.  Enligt 2010 års folkräkning hade Dumas 14 691 invånare.